# Sabil-kuttab of ‘Abd al-Rahman Katkhuda
Sabil-kuttab of ‘Abd al-Rahman Katkhuda (arabiska: سبيل وكتاب عبد الرحمان كتخدا, franska: Sabīl wa-kuttāb ʿAbd al-Raḥmān katẖudā, engelska: Sabīl wa-kuttāb ʻAbd al-Raḥmān katkhudā, franska: Sibyl d’Abd-El-Rahmân Kyahya, Sibyl Kiahya, Sibyl Kyahyâ, Sibil d’Abd el-rahman Kiahia, Sebîl-kouttâb de Abd el-Rahmân Katkhoda, Sabîl-kouttâb de ʽAbd ar-Rahman Katkhoda, Sabil ʽAbd el-Rahman Kathkouda, engelska: Sabīl-kuttāb of ʽAbd ar-Raḥmān Katkhudā) är ett monument i Egypten. Det ligger i guvernementet Kairo, i den norra delen av landet, i huvudstaden Kairo. Sabil-kuttab of ‘Abd al-Rahman Katkhuda ligger 31 meter över havet.
Terrängen runt Sabil-kuttab of ‘Abd al-Rahman Katkhuda är platt. Runt Sabil-kuttab of ‘Abd al-Rahman Katkhuda är det mycket tätbefolkat, med 2 711 invånare per kvadratkilometer. Närmaste större samhälle är Kairo, 1,8 km nordväst om Sabil-kuttab of ‘Abd al-Rahman Katkhuda. Runt Sabil-kuttab of ‘Abd al-Rahman Katkhuda är det i huvudsak tätbebyggt.